# Макс Рендшмідт
Макс Ре́ндшмідт (нім. Max Rendschmidt, нар. 12 грудня 1993, Бонн) — німецький спортсмен-веслувальник, що спеціалізується на спринті.

## Участь у міжнародних змаганнях
Брав участь у двох чемпіонатах світу з веслування: у Дуйсбурзі (2013) і в Москві (2014), де змагався у перегонах байдарок-двійок на дистанції 1000 м. На обох чемпіонатах він став золотим призером.
На Олімпійських іграх 2016 у Ріо-де-Жанейро Макс Рендшмідт взяв участь одразу в двох змаганнях: перегонах байдарок-двійок і байдарок-четвірок.
17-18 серпня у парі з Маркусом Гроссом взяв участь у перегонах байдарок-двійок на дистанції 1000 м, на яких німецькі спортсмени завоювали золоті медалі. 19-20 серпня разом з Маркусом Гроссом, Томом Лібшером і Максом Гоффом змагався у перегонах байдарок-четвірок на дистанції 1000 м, де німецька команда також посіла перше місце.

## Виступи на Олімпіадах
| Олімпіада           | Дисципліна                     | Місце |
| ------------------- | ------------------------------ | ----- |
| Ріо-де-Жанейро 2016 | байдарки-двійки, 1000 метрів   | 1     |
| Ріо-де-Жанейро 2016 | байдарки-четвірки, 1000 метрів | 1     |
| Токіо 2020          | байдарки-четвірки, 500 метрів  | 1     |
| Париж 2024          | байдарки-двійки, 500 метрів    | 5     |
| Париж 2024          | байдарки-четвірки, 500 метрів  | 1     |

## Зовнішні посилання
- Макс Рендшмідт на сайті International Canoe Federation (англійська)
- Макс Рендшмідт на сайті Olympedia (англійська)
- Макс Рендшмідт на сайті German Olympic Committee (німецька)